# Интернет в Польше
Интернет в Польше впервые появился 26 сентября 1990 года. 30 апреля 1991 года был зарегистирирован домен верхнего уровня .pl, при помощи руководителя компьютерного обучения Копенгагенского университета Яна Соренсена. На конец 2018 года количество интернет-пользователей составляло 29,7 млн (78,2% населения). По скорости проводного интернета Польша занимает 32 место в мире — в среднем 85 Мбит/с (данные Speedtest.net на конец 2019 года).
Согласно опросам, 72% пользователей польского сегмента Интернета пользуются сетью ежедневно, а 19,1% респондентов заявили, что совершают несколько раз в неделю выход в Интернет. Из числа опрошенных 93,8% выходят в Интернет у себя дома. Наибольшая часть пользователей Интернета — это люди со средним образованием (41%), на втором месте люди с высшим образованием (26%), за ними идут люди с начальным (17%) и специальным техническим образованием (16%).

## Основные факты (на 2012 год)
- Национальный домен верхнего уровня: .pl
- Выделенные каналы: 6,4 млн. абонентов (17-е место в мире), 16,6% населения (54-е место в мире)[3][4]
- Беспроводные соединения: 18,9 млн. абонентов (16-е место в мире), 49,3% населения (33-е место в мире)[5]
- Интернет-хосты: 13,3 млн. (12-е место в мире)[6]
- IP-адреса по технологии IPv4: 19,4 млн. адресов (21-е место в мире), 0,5% от общего объёма в мире; в среднем 505,9 адресов на 1000 человек[7][8]

## Крупнейшие интернет-провайдеры[9]
- Orange
- UPC
- VECTRA
- NETIA
- Multimedia Polska
- INEA
- TOYA